# Giosuè Meli

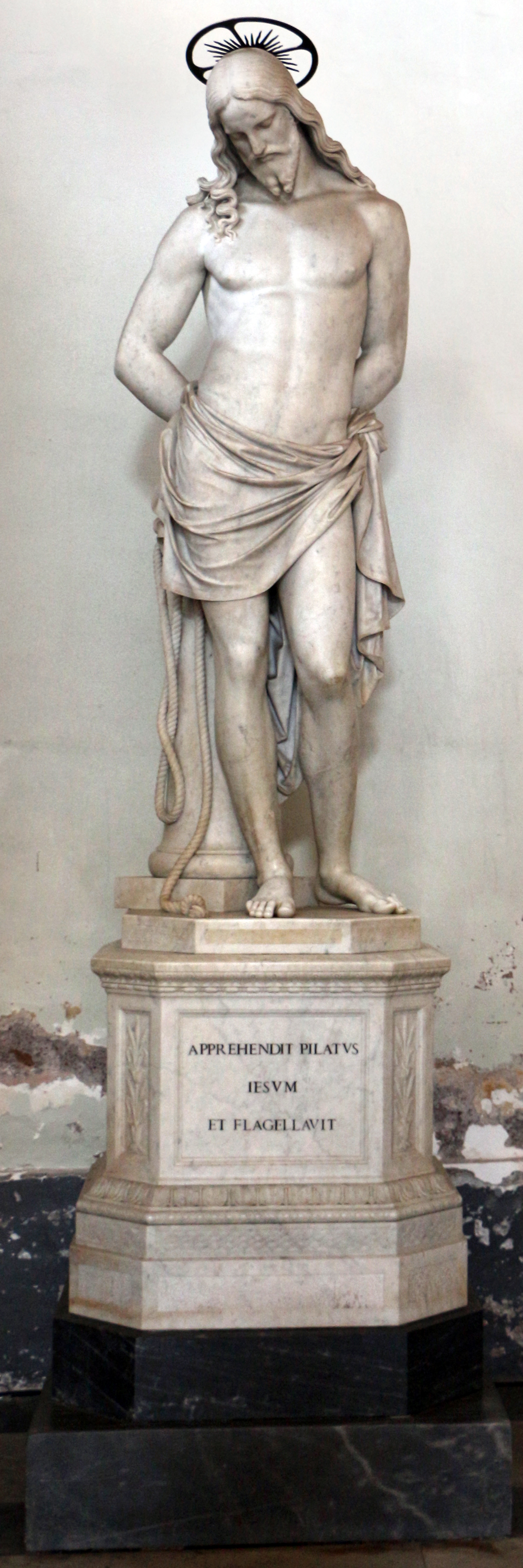
Cristo alla colonna, presso la Scala Santa

Giosuè Bernardino Meli (Luzzana, 8 ottobre 1816 – Roma, 22 febbraio 1893) è stato uno scultore italiano.

## Biografia
Nacque a Luzzana, piccolo borgo collinare della Val Cavallina in provincia di Bergamo, figlio di Giovanni Antonio Meli (1777-1838), contadino possidente, e di Lucia Mocchi. Giosuè era ottavo di undici figli.
Fu forse Francesco Bellini, parroco e insegnante del paese, a intuire le potenzialità artistiche del giovane Meli.
L'inclinazione di Giosuè per la scultura si delineò molto presto: a soli 16 anni scolpì nel legno un Cristo morto ora conservato nella parrocchia di Luzzana.
Tra il 1836 e il 1840, il giovane artista frequentò l'Accademia Carrara di Bergamo.
Nel 1838 perse il padre, sulla tomba del quale realizzò una lapide in marmo di Carrara raffigurante una figura femminile dolente di gusto canoviano.
Risale a quel periodo il grande bassorilievo scolpito a Luzzana nella viva roccia e denominato "Il Gigante".
Dopo anni di oblio l'opera è stata restaurata e valorizzata.
Nel 1840, grazie al mecenatismo di alcune figure di spicco della società bergamasca dell'epoca come la nobildonna Lucia Prezzati, il conte Leonino Secco Suardo e forse il cardinale Angelo Maj, Giosuè Meli si trasferì a Roma.
Nella città di Papa Pio IX frequentò Giovanni Maria Benzoni, affermato scultore di origine bergamasca.
Il Meli perfezionò i suoi studi di scultura seguendo le orme di Thorvaldensen e del Tenerani, alla ricerca di un linguaggio espressivo proprio tra Neoclassicismo e Romanticismo. 
Negli anni che seguirono Giosuè Meli aprì uno studio con abitazione in piazza Lancellotti e si sposò con la conterranea Agostina Cremonesi.
Nel 1861 presentò al pubblico una statua semi colossale in marmo di Carrara che ritraeva una madre con il figlioletto durante l'eruzione del Vesuvio del 79 d.C. Questa opera sancì la definitiva affermazione del Meli nel panorama artistico capitolino. 
La "Madre pompeiana" venne acquistata da Lord Mitchell Henry, facoltoso finanziere e membro del Parlamento britannico, il quale allestì nel suo palazzo a Kensington, Londra la sala principale per ospitare l'opera del Meli.
A causa del dissesto finanziario di Lord Henry, nel 1900 l'opera andò all'asta e risulta oggi dispersa.
A Roma Giosuè Meli scolpì un Cristo legato (1874) che si può ammirare presso la Scala Santa, nella chiesa di Santa Maria al Foro è conservato il monumento di Santa Francesca Romana (1869).
Presso il Museo Statale Russo in una sala del Palazzo Stroganov di San Pietroburgo è esposta l'opera marmorea Innocenza e fedeltà (1854).
La scultura venne acquistata dalla zarina Alessandra, moglie dello zar Nicola I.
Appassionata collezionista d'arte, l'imperatrice durante uno dei suoi viaggi in Europa visitò lo studio del Meli e acquisto l'opera.
Giosuè Melì, pur vivendo a Roma, tornava spesso a Bergamo per richiesta dei numerosi committenti locali ma soprattutto per soggiornare nel borgo nativo di Luzzana.
Il Maestro si spense a Roma il 22 febbraio 1893, fu sepolto nel cimitero romano del Verano.
La figura di Giosuè Meli, dopo anni di oblio, grazie al lavoro dei suoi biografi (Don Felice Bellini e Carlo Pinessi) riemerge dal passato delineando il profilo di un grande dell'Ottocento. 
Sono censite attualmente oltre cinquanta opere scultoree in Italia e all'estero.
Alcune opere sono custodite nel suo paese natale, presso il Museo d'arte contemporanea di Luzzana - Donazione Meli. In un'apposita sala sono conservate alcune sculture, tra cui 'I quattro putti' recuperata a Boston (USA), un busto che ritrae la figlia di Lucia Prezzati, sua benefattrice e la pietra tombale che il giovane Giosuè Meli aveva scolpito in memoria del padre Giovanni, morto quando lui era poco più che ventenne. Il museo, negli ultimi anni, ha dedicato un libro - ricco di numerose fotografie - allo scultore luzzanese, a firma di Carlo Pinessi. Sono disponibili in Rete numerosi brevi video divulgativi, che illustrano le principali opere di Giosuè Meli, realizzati da Bruno Ghislandi.